# Sam Dugdale
Samuel Nathan F. Dugdale (Lancaster, Inglaterra, 30 de septiembre de 1999), más conocido como Sam Dugdale, es un jugador profesional inglés de rugby que se desempeña en la posición de número 8 en Sale Sharks, equipo perteneciente a la liga Premiership Rugby.

## Carrera
En 2018 comenzó su carrera deportiva con el equipo Sale Sharks, donde lleva jugando seis temporadas. En la temporada 2023-2024, jugó cuatro partidos en la Copa de Campeones Europeos de Rugby.